# Bibeltrohet
Bibeltrohet, att vara bibeltrogen, är ett generellt begrepp för kristen fundamentalism, i ordets ursprungliga bemärkelse.
Begreppet kan sättas i motsats till liberal bibelsyn. Det är den benämning som anhängarna själva oftast föredrar, men ordet kan uppfattas som ett ställningstagande mer än en beskrivning och är därför kontroversiellt. I svenskkyrkliga sammanhang är sammanställningen bibel- och bekännelsetrohet vanlig.
Bibeltrohet kännetecknas av att man i större utsträckning och detalj ser bibelböckerna som Guds eget ord till oss människor. Detta innebär att man i högre grad även tar enskilda bibelpassager på allvar och inte bara hänvisar till det man uppfattar som bibelns helhetsbudskap. Som bibeltrogen vill man rätta sitt liv efter Guds ord och inte kompromissa med tron och anpassa sig till det övriga samhällets rådande värderingar och tankeströmningar.